# Lloyd Harbor
Lloyd Harbor es una villa ubicada en el condado de Suffolk en el estado estadounidense de Nueva York. En el año 2000 tenía una población de 3,675 habitantes y una densidad poblacional de 151.7 personas por km².

## Geografía
Lloyd Harbor se encuentra ubicada en las coordenadas 40°54′36″N 73°27′25″O / 40.91000, -73.45694. Según la Oficina del Censo, la ciudad tiene un área total de 27,5 km² (10,6 mi²), de la cual 24,2 km² (9,3 mi²) es tierra y 3,3 km² (1,3 mi²) (12.03%) es agua.

## Demografía
Según la Oficina del Censo en 2000 los ingresos medios por hogar en la localidad eran de $180,411, y los ingresos medios por familia eran $196,650. Los hombres tenían unos ingresos medios de $100,000 frente a los $41,167 para las mujeres. La renta per cápita para la localidad era de $76,696. Alrededor del 1.3% de la población estaban por debajo del umbral de pobreza.